# Назарова Ірина Вікторівна
Ірина Вікторівна Назарова  (рос. Ирина Викторовна Назарова, 31 липня 1957) — радянська легкоатлетка, олімпійська чемпіонка.

## Виступи на Олімпіадах
| Олімпіада   | Дисципліна              | Місце |
| ----------- | ----------------------- | ----- |
| Москва 1980 | біг на 400 метрів       | 4     |
| Москва 1980 | естафета 4 x 400 метрів | 1     |